# Iodation (chimie)
Pour les articles homonymes, voir Iodation.
L'iodation est une réaction chimique d'halogénation qui ajoute un ou plusieurs atomes d'iode sur une molécule. Cette réaction peut être une addition pour les alcènes ou une substitution pour les alcanes ou les composés aromatiques.
Plusieurs voies de synthèse existent pour l'iodation :
- la substitution électrophile ;
- l'addition électrophile.

## Substitution électrophile
La substitution électrophile n'est pas complète voire réversible, car l'iodure d'hydrogène formé par la réaction n'est pas favorable à l'équilibre. Pour améliorer la réaction il faut dès lors neutraliser ce produit et trois méthodes sont employées :
- neutralisation de l'iodure d'hydrogène par une base ;
- action d'un agent oxydant qui transforme les ions iodure en diiode ;
- réaction avec des sels de mercure pour former du iodure de mercure ou des complexes.